# کیوانچ تاتلیتوغ
کیوانچ تاتلیتوغ (ترکی استانبولی: Kıvanç Tatlıtuğ؛ زادهٔ ۲۷ اکتبر ۱۹۸۳) بازیگر، مدل و بازیکن بسکتبال سابق اهل ترکیه است. او یکی از پردرآمدترین بازیگران ترکیه است و جوایز متعددی از جمله سه جایزه پروانه طلایی و یک جایزه سینمایی یشیلچام را به دست آورده است. تاتلیتوغ برنده مسابقات بهترین مدل ترکیه و بهترین مدل جهان در سال ۲۰۰۲ شد.
تاتلیتوغ با ایفای نقش در چندین مجموعهٔ تلویزیونی بسیار موفق، از جمله منکشه و هلیل (۲۰۰۸–۲۰۰۷)، عشق ممنوع (۲۰۱۰–۲۰۰۸)، کوزی گونی (۲۰۱۳–۲۰۱۱) و جسور و زیبا (۲۰۱۷–۲۰۱۶) که همگی تحسین منتقدان و شهرت بین‌المللی را برای او به ارمغان آورد، و باعث شد که او در سریال‌های نتفلیکس در اعماق شب (۲۰۲۱) و یاکاموس اس-۲۴۵ (۲۰۲۲) حضور پیدا کند. کیوانچ در زبان ترکی به معنی افتخار، غرور است و تاتلیتوغ از دو بخش «تاتلی» به معنی شیرین و «توغ» (نوعی نشان قدیمی ملی) تشکیل شده است.

## سال‌های نخستین زندگی

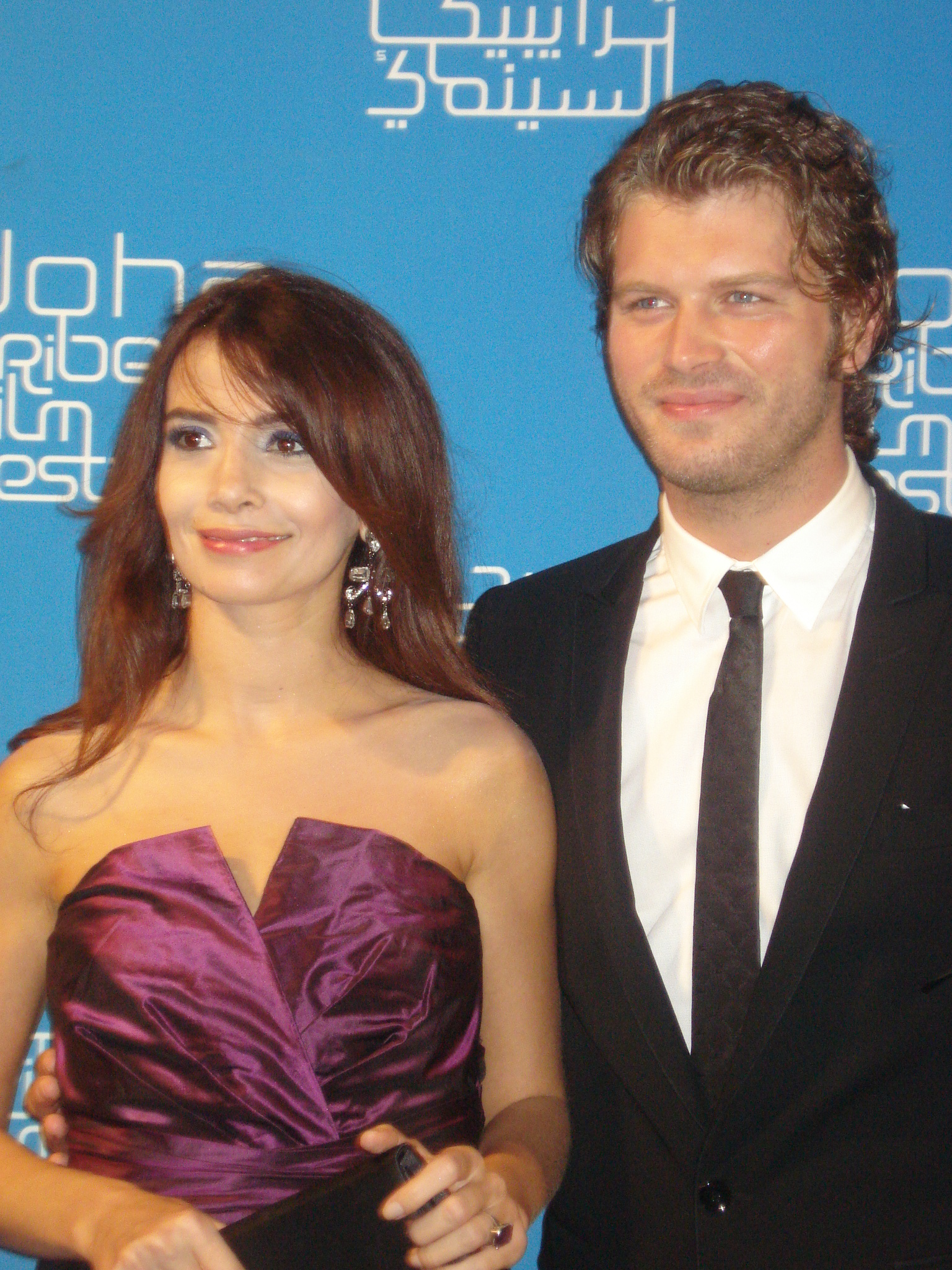
تاتلیتوغ و سونگل اودن در قطر، دسامبر ۲۰۰۹

تاتلیتوغ ۲۷ اکتبر ۱۹۸۳ در شهر آدانا در جنوب ترکیه زاده شد. مادرش از ترک‌های زادهٔ ادرنه و پدرش زادهٔ آدانا است. پدربزرگ پدری او از تبار آلبانیایی‌های اهل پریشتینا است. مادربزرگ پدری او از تبار بوسنیایی‌های اهل سارایوو است. او گفته است که در آدانا زاده شده و بزرگ شده است و اینکه خانواده‌اش بیش از صد سال است که در شهر نانوایی دارند. او گفته است که از نظر دین مسلمان است و در حال خواندن نماز عید دیده شده است.
او ۴ خواهر و برادر دارد. او تحصیلات خود را در دبیرستان Yenice Çağ Private High School در حالی که در دوران دبیرستان در بازی بسکتبال عالی بود تمام کرد. هنگامی که پدر او مریض شد آن‌ها به استانبول نقل مکان کردند تا پدرشان درمان مناسب را دریافت کند. در استانبول او به عنوان بازیکن بسکتبال آماتور به عضویت باشگاه ورزشی بشیکتاش درآمد.
کیوانچ تاتلیتوغ در سال ۲۰۰۲ به عنوان نماینده کشور ترکیه توانست عنوان بهترین مدل مرد جهان را به دست آورد و بعدها هم جوایز بسیاری در عرصه بازیگری کسب کرد.

## حرفه

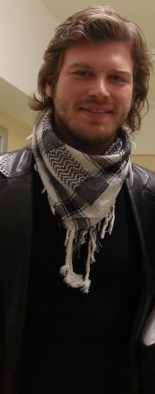
کیوانچ تاتلیتوغ با یک چفیه دور گردن

کیوانچ تاتلیتوغ همزمان با بازی در سریال کوزی گونی به ایفای نقش در یک فیلم سینمایی با نام رویای پروانه پرداخت که در آنجا نقش یکی از دو شاعر داستان را بازی می‌کرد و به خاطر همین نقش مجبور به کم کردن وزن خود شد.
دومین همکاری او با برن سات در سال ۲۰۱۰ و دوبله انیمیشن داستان اسباب‌بازی ۳ بود که کیوانچ دوبلور نقش کِن و برن سات دوبلور باربی بود.
پخش سریال‌های او در شبکه‌های ماهواره‌ای عربی باعث محبوبیت او در کشورهای عربی شد و حتی او به این کشورها دعوت شد.
او که در کشورهای عربی با لقب برد پیت خاورمیانه شناخته می‌شود در یکی از موزیک ویدئوهای خواننده زن لبنانی به نام رولا سعد حضور یافت.
همچنین پخش چند سریال او در شبکه فارسی‌زبان جم تی‌وی باعث محبوبیت او در ایران شد.
آخرین کار او سریالی با نام سعید و شورا (سعید گرگ و شورا) است. این سریال در سه کشور روسیه، اوکراین و ترکیه فیلمبرداری شد. در این سریال او نقش یک سرباز ترک را که به کشور روسیه خدمت می‌کند بازی کرده و برخلاف خواسته و وصیت پدرش که خواستار ازدواج وی با دختری ترک از سرزمین خودشان است عاشق دختری روسی به نام شورا می‌شود و مشکلاتی را بین او، پدر و خانواده اش ایجاد می‌کند.
پس از به اتمام رسیدن فصل اول سریال (سعید گرگ و شورا) شایعه‌ای صورت گرفت که او با بازیگر نقش شورا فرح زینب عبدالله مشاجره داشته و بازیگر نقش شورا در فصل دوم عوض می‌شود این شایعات باعث ناراحتی کیوانچ شد و اعلام کرد: «پس از این دیگر به شایعات اهمیت نمیدم و برای اینکه از شایعات دور باشم تا مدت یک سال هیچ کاری انجام نمی‌دم». با این حال برای اینکه او شایعات را تکذیب کند فرح زینب عبدالله را به چالش سطل یخ دعوت کرد و او نیز چالش را پذیرفت.

## فیلم‌شناسی
| Sinema                | Sinema                          | Sinema               | Sinema          | Sinema   |
| سال                   | عنوان                           | نقش                  | یادداشت         | کارگردان |
| --------------------- | ------------------------------- | -------------------- | --------------- | -------- |
| ۲۰۰۷                  | Amerikalılar Karadeniz'de 2     | Muzaffer             | Başrol oyuncusu |          |
| ۲۰۱۰                  | Oyuncak Hikayesi 3              | Ken                  | Seslendirme     |          |
| ۲۰۱۳                  | Kelebeğin Rüyası                | Muzaffer Tayyip Uslu | Başrol oyuncusu |          |
| ۲۰۱۸                  | Hadi Be Oğlum                   | Ali Kaptan           | Başrol oyuncusu |          |
| ۲۰۱۸                  | Organize İşler 2: Sazan Sarmalı | Sarı Saruhan         | Başrol oyuncusu |          |
| تلویزیون              |                                 |                      |                 |          |
| سال                   | عنوان                           | نقش                  | یادداشت         | کانال    |
| ۲۰۰۵–۲۰۰۷             | نور                             | محمد                 | Başrol oyuncusu | Kanal D  |
| ۲۰۰۶                  | Acemi Cadı                      | Kendisi              | Konuk oyuncu    | Kanal D  |
| ۲۰۰۷–۲۰۰۸             | منکشه و خلیل                    | خلیل                 | Başrol oyuncusu | Kanal D  |
| ۲۰۰۸–۲۰۱۰             | عشق ممنوع                       | بهلول خزندار         | Başrol oyuncusu | Kanal D  |
| ۲۰۱۰                  | ازل                             | سکیز کارائسکی        | Konuk oyuncu    | atv      |
| ۲۰۱۱–۲۰۱۳             | کوزی گونی                       | کوزی تکین‌اوغلو       | Başrol oyuncusu | Kanal D  |
| ۲۰۱۴                  | سعید و شورا                     | کورت سعید امینف      | Başrol oyuncusu | Star TV  |
| ۲۰۱۶–۲۰۱۷             | جسور و زیبا                     | جسور آلمداراوغلو     | Başrol oyuncusu | Star TV  |
| ۲۰۱۸–۲۰۱۹             | تصادف                           | یوسف کاراجا          | Başrol oyuncusu | Show TV  |
| ۲۰۲۳–۲۰۲۴             | خانواده                         | اصلان سویکان         | Başrol oyuncusu | Show TV  |
| فیلم و سریال اینترنتی |                                 |                      |                 |          |
| سال                   | عنوان                           | نقش                  | یادداشت         | پلتفرم   |
| ۲۰۲۱                  | Into the Night                  | Arman                | Konuk oyuncu    | Netflix  |
| ۲۰۲۲                  | Yakamoz S-245                   | Arman                | Başrol oyuncusu | Netflix  |
| ۲۰۲۲                  | Âşıklar Bayramı                 | Avukat Yusuf         | Başrol oyuncusu | Netflix  |
| ۲۰۲۳                  | Boğa Boğa                       | Yalın                | Başrol oyuncusu | Netflix  |
| ۲۰۲۳                  | İstanbul İçin Son Çağrı         | Mehmet Yılmaz        | Başrol oyuncusu | Netflix  |

## جوایز و نامزدی‌ها
| سال   | جایزه                    | دسته                       | برای         | نتیجه |
| ----- | ------------------------ | -------------------------- | ------------ | ----- |
| ۲۰۰۲  | بهترین مدل ترکیه         |                            |              |       |
| پیروز |                          |                            |              |       |
| ۲۰۰۸  | جوایز پروانه طلایی       | بهترین بازیگر مرد نقش اصلی | عشق ممنوع    | پیروز |
| ۲۰۱۰  | جایزه Elle Style         | بازیگر مرد شیک پوش         | عشق ممنوع    | پیروز |
| ۲۰۱۲  | جوایز پروانه طلایی       | بهترین بازیگر مرد نقش اصلی | کوزی گونی    | پیروز |
| ۲۰۱۳  | ستاره‌های سال             | محبوب‌ترین بازیگر مرد       | کوزی گونی    | پیروز |
| ۲۰۱۳  | بهترینِ بهترین جایزه      | بهترین بازیگر مرد نقش اصلی | کوزی گونی    | پیروز |
| ۲۰۱۴  | مجله خوانندگان هنر جهانی | بهترین بازیگر نقش مرد اصلی | رؤیای پروانه | پیروز |